# 國道224號
國道224號是日本鹿兒島縣垂水市至同縣鹿兒島市的一般國道，路線主要在櫻島上，以東西向穿越了櫻島南部，並包括一段位於鹿兒島灣的海上路段（車輛可藉由櫻島渡輪通過）。

## 路線狀況

### 共線路段
- 国道58号（鹿兒島市泉町17番之8 - 同市山下町4番之1）

### 道路設施

#### 道之驛
- 櫻島（鹿兒島市）

## 外部連結
- 国土交通省九州地方整備局（页面存档备份，存于）
  - 大隅河川国道事務所 （页面存档备份，存于）
  - 鹿児島国道事務所 （页面存档备份，存于）